# Telharmonium

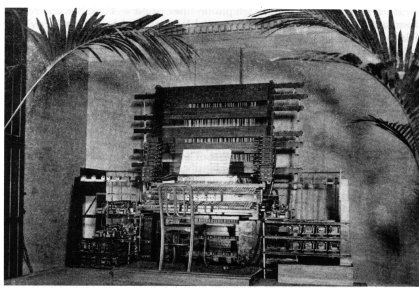
Telharmonium, ontworpen door Thaddeus Cahill 1897

Het telharmonium of teleharmonium (ook bekend als de dynamofoon) is een elektromechanisch instrument ontwikkeld door Thaddeus Cahill in 1897. Het telharmonium was ontworpen om beluisterd te worden met telefoonontvangers. Het kan daarom als een voorloper van streaming audio beschouwd worden.
Zoals het latere hammondorgel gebruikte het telharmonium toonwielen om muziek te genereren als elektrische signalen door additieve synthese.
De Mark I versie woog 7 ton. De Mark II woog bijna 200 ton. Cahill bouwde in totaal drie versies. Elke versie betekende een aanzienlijke vooruitgang ten opzichte van de vorige. Slechts een klein aantal opvoeringen werden live voor publiek gegeven, de meeste opvoeringen gebeurden via telefoontransmissies. Opvoeringen in 1906 in New York werden door het publiek positief onthaald. 
De uitvoerder zit aan een console om het instrument te bedienen. Het werkelijke mechanisme van het instrument is echter zo groot dat het een hele kamer vult. Draden die de controleconsole verbinden liepen door een muur naar de kamer waar het werkelijke instrument zich bevond, namelijk in de kelder van het concertgebouw.